# Martin Ferdiny

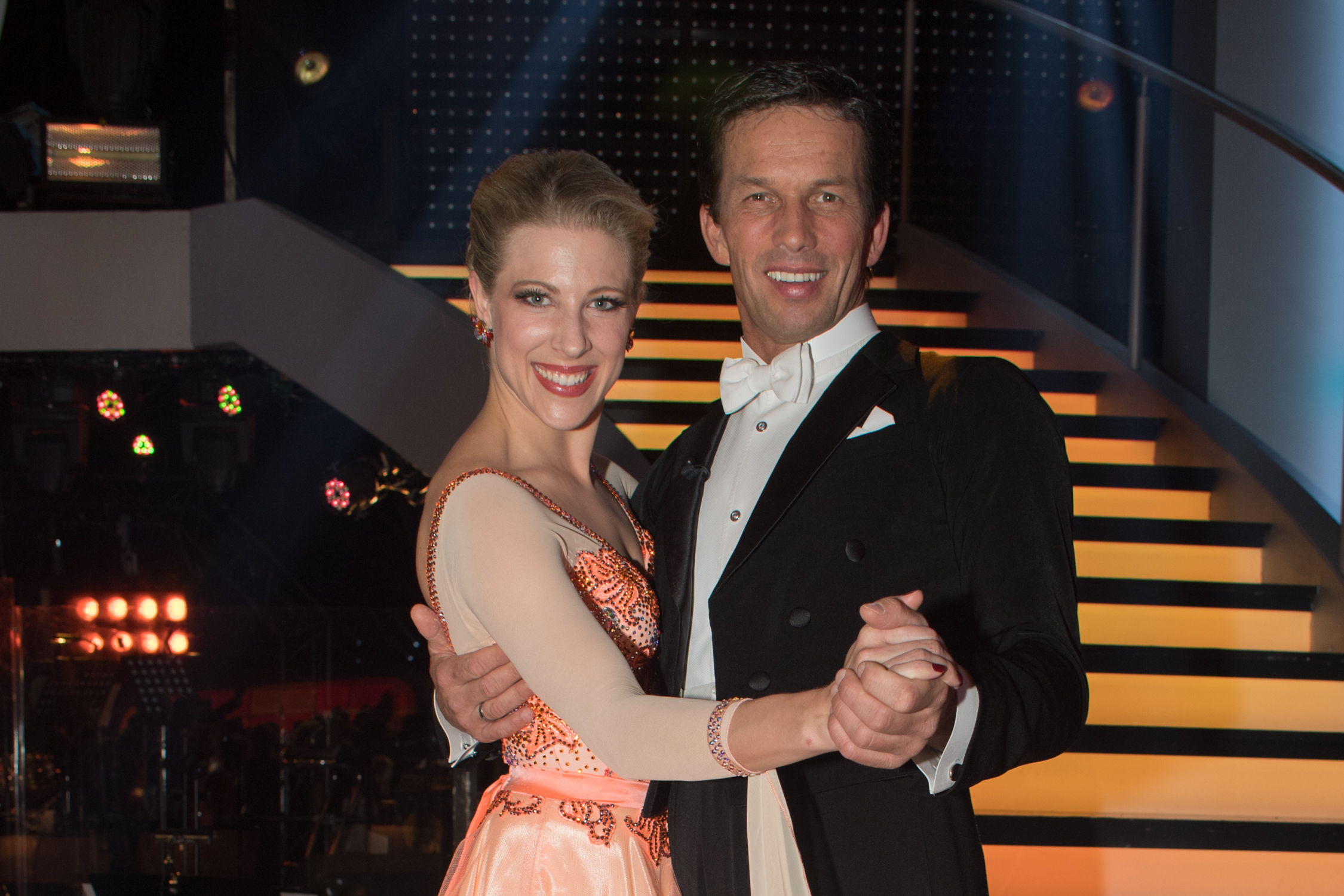
Martin Ferdiny mit seiner Tanzpartnerin Maria Santner bei Dancing Stars (2017)

Martin Ferdiny (* 1966 in Schwarzach im Pongau, Land Salzburg) ist ein österreichischer Musiker und Moderator, der in Salzburg und Wien lebt.

## Leben und Karriere
Sein Studium der Klarinette und des Klaviers am Salzburger Mozarteum schloss er 1990 mit Auszeichnung ab. Vier Jahre lang unterrichtete er an diversen Gymnasien und dem Salzburger Musikschulwerk. Seit 1994 ist er, mit kurzen Unterbrechungen bei Privatsendern (Radio Melody, Welle 1), für den ORF, zunächst bei Radio Salzburg, tätig.
Neben Bühnen- und Kabarettmusiken unter anderem für das Salzburger Landestheater gestaltete er auch Musikanimationsprojekte im Rahmen der Salzburger Mozartausstellung.
Im Jahr 1996 gründete er sein eigenes Tonstudio und in weiterer Folge das CD-Label FUN-tastic records. Seither produziert er zahlreiche Aufnahmen unter anderem für den ORF Salzburg und den Bayerischen Rundfunk.
Ferdiny ist Gründer und musikalischer Leiter der Soul-Band FUN-tastic, in der er abwechselnd Keyboard, Saxofon, Querflöte, Klarinette und Percussion spielt. Das Duo soulaffair mit der Sängerin und Ehefrau Tina Ferdiny besteht seit 2004.
Martin Ferdiny, der früher auch schon als Model gearbeitet hat, moderierte ab Juli 2005 bis März 2007 gemeinsam mit Martina Rupp „Willkommen Österreich“, außerdem die Sendungen „Gut beraten Österreich“, „Licht ins Dunkel aus Salzburg“ und die „Salzburger Kochtipps“.
Von April 2007 bis zur Einstellung der Sendung im September 2012 war er als Reporter bei „Heute in Österreich“ tätig, ab Jänner 2008 moderierte er auch diese Sendung. Von September 2012 bis August 2017 moderierte er die ORF-2-Magazine heute mittag und die Nachfolgesendung von „Heute in Österreich“, heute österreich.
In kleineren Fernsehrollen trat er auch schauspielerisch in Erscheinung, zum Beispiel als Hilfskommissar bei der Serie „Medicopter 117“. Weiters moderiert er die Sendungen „Freizeit“ und „Panorama“ bei Radio Salzburg.
Im Juni 2017 gewann er gemeinsam mit Maria Santner die ORF-Tanzshow Dancing Stars.
Ab 21. August 2017 moderierte Ferdiny die Sendungen Mittag in Österreich und Aktuell in Österreich. Seit Jänner 2019 präsentiert er auf ORF 2 das Vorabendmagazin „Studio 2“.